# Унгава (залив)
Унга́ва — залив на северо-востоке Канады.
Залив расположен на севере провинции Квебек между полуостровом Унгава и горами Торнгат. С морем Лабрадор Унгаву связывает Гудзонов пролив. Крупнейший остров залива — Акпаток, административно относящийся к территории Нунавут. На северо-востоке находится другой крупный остров — Киллинек, по которому проходит сухопутная граница между Нунавутом и провинцией Ньюфаундленд и Лабрадор. Размеры залива — 260 на 280 км. Климат суровый, субарктический, Унгава покрыта льдами с октября по июнь.

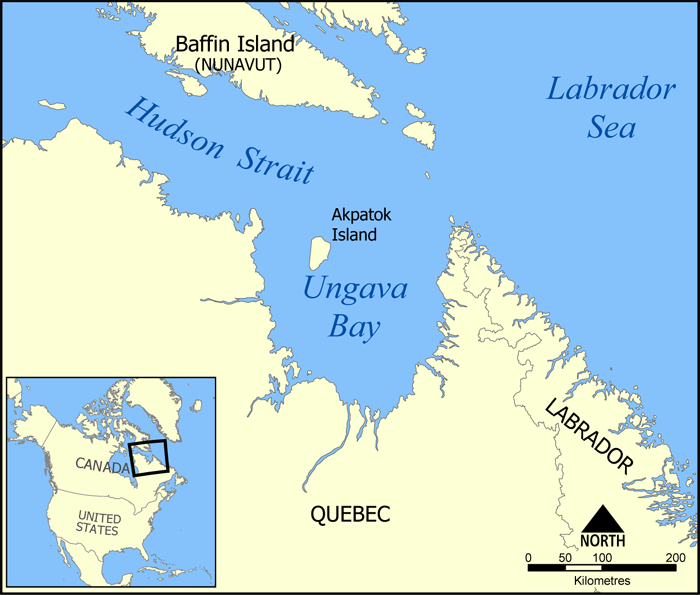
Карта залива Унгава

Унгава, наряду с заливом Фанди, известна своими рекордными приливами (17—18 м в устье реки Фёй, в среднем — 13—14 м).
Белые медведи и моржи часто мигрируют на плавучих льдинах из Гудзонова пролива к западному побережью залива, летом их также наблюдают на берегах острова Акпаток. Побережье залива изрезано устьями рек, покрыто тундровой растительностью, на юге — лесотундра. На берегах расположены небольшие поселения инуитов, например, Кангиксуалуджуак, Кангирсук. В последнее время также развивается туризм.

## Документальные фильмы
- 2016 — Кораблекрушение в заливе Унгава / Naufrage dans l’Ungava (реж. Жан Бержерон / Jean Bergeron)